# Doggy Style Records
Doggy Style Records je diskografska kuća koju je osnovao reper Snoop Dogg 6. srpnja 1995. godine. Za Doggy Style Records trenutno 35 izvođača ima potpisan ugovor.

## Povijest

### Počeci
Snoop Dogg je 6. srpnja 1995. godine osnovao diskografsku kuću Doggy Style Records.

## Izvođači
- Snoop Dogg
- 213 (Snoop Dogg, Nate Dogg, Warren G)
- Dubb Union (Soopafly, Damani, Bad Lucc)
- DPGC (Snoop Dogg, Daz Dillinger, Kurupt, Soopafly, Nate Dogg, Warren G, Bad Azz, Tray Deee, Goldie Loc, RBX, Lil' ½ Dead, The Lady of Rage, Lil' C-Style, E-White, Butch Cassidy, Roscoe, Techniec, Mr. Malik)
- Tha Eastsidaz (Snoop Dogg, Tray Deee, Goldie Loc)
- QDT (Snoop Dogg, DJ Quik, Teddy Riley)
- Tha Dogg Pound (Daz Dillinger & Kurupt)
- The Hustle Boyz
- Mr. Malik
- Nine Inch Dix (Snoop Dogg, Soopafly, Lil' ½ Dead)
- The Warzone (Mc Eiht, Kam, Goldie Loc)
- The Snoopadelics
- Techniec
- Lil' C-Style
- Raw Dogggz
- LBC Crew (Techniec, Bad Azz, Lil' C-Style)
- The Twinz
- Terrace Martin
- Delano
- Tha TC
- Shon Don
- J.Black
- Daz Dillinger
- Kurupt
- Soopafly
- Bad Azz
- Nate Dogg
- Warren G
- Lady of Rage
- Lil' ½ Dead
- RBX
- Tray Deee
- E-White
- Goldie Loc
- MACSHAWN 100

## Bivši izvođači
- Deadly Threat
- LaToiya Williams
- Doggy's Angels (Big Chan, Coniyac, Kola)
- Kokane
- The Relativez
- Mykestro
- CPO Boss Hogg - "Capital Punishment Organization"
- Vinnie Bernard
- Pinky
- Sylk E. Fyne

## Česti gostujući producenti
- Dr. Dre
- Teddy Riley
- DJ Pooh
- L. T. Hutton
- The D.O.C
- Soopafly
- Daz Dillinger
- Warren G
- Battlecat
- E-Swift
- DJ Quik
- Fredwreck
- Jelly Roll
- Meech Wells
- Larrance Dopson (1500 OR NOTHIN’)
- Lamar Edwards
- Terrace Martin
- Mel-Man
- Josef Leimberg
- Clint Dogg
- The Neptunes

## Vanjske poveznice
- Doggy Style Records  Arhivirana inačica izvorne stranice od 10. ožujka 2011. (Wayback Machine)